# Serra de la Tria
La Serra de la Tria és una serra situada al municipi de Tivissa a la comarca de la Ribera d'Ebre, amb una elevació màxima de 223 metres.